# Matthias Joseph Anker
Matthias Joseph Anker (né le 6 mai 1771 à Graz ; mort le 3 avril 1843 dans cette même ville) était un géologue et minéralogiste autrichien. Il a d’abord été chirurgien avant de devenir professeur de minéralogie au Landesmuseum Joanneum de Graz. Il est l'auteur de la  première carte géologique de Styrie, ainsi que de deux traités sur la minéralogie de cette région.    

## Publications (en allemand)
- Art und Weise, wie man beiläufig zu Werke gehen kann, um ein gefundenes unbekanntes Fossil zu bestimmen " (Graz 1808); auch entwarf er die erste geologische Karte von Steiermark und lieferte dazu:
- Kurze Darstellung einer Mineralogie von Steiermark  (Graz 1809)
- Darstellung der mineralogisch-geognostischen Gebirgsverhältnisse der Steiermark  (Graz 1835).

## Honneurs et distinctions
Wilhelm von Haidinger lui a dédié une espèce minérale : l’ankérite en 1825.